# If These Trees Could Talk
If These Trees Could Talk (ITTCT) – zespół post-rockowy powstały w roku 2000 w Akron.
Pierwszy album o nazwie If These Trees Could Talk został wydany w 2006 roku. Drugi album, Above the Earth, Below the Sky został wydany w 2009 roku. Ostatni album wydany w 2016 roku nosi tytuł The Bones of a Dying World.

## Członkowie zespołu
- Zack Kelly – perkusja
- Jeff Kalal – gitara
- Tom Fihe – bas
- Cody Kelly – gitara
- Michael Socrates – gitara

## Dyskografia
- If These Trees Could Talk (2006)
- Above the Earth, Below the Sky (2009)
- Red Forest (2012)
- The Bones of a Dying World (2016)